# Далани, Кэйтлин
Кэ́йтлин Да́лани (англ. Caitlin Dulany; 22 июня 1967, Айова-Сити, Айова, США) — американская актриса.

## Биография
Кэйтлин Далани родилась 22 июня 1967 года в Айова-Сити (штат Айова) в семье поэта Харриса Далани и учительницы Бэрри Далани.
Кэйтлин начала свою актёрскую карьеру в 1981 году с игры на Бродвее. В 1992 году Далани дебютировала на экране, сыграв роль Клодии в телесериале «Дневники Красной Туфельки». В 1997 году сыграла Хизер Морган в телесериале «Скорая помощь». Всего на её счету более 30-ти работ.
В 1996—2012 годах Кэйтлин была замужем за продюсером и её агентом Жаном-Пьерр Хенро. У бывших супругов есть сын — Жак-Люк Сашоль Хенро (род.27.06.2000).